# Nicole Hassler
Pour les articles homonymes, voir Hassler.
Nicole Hassler, née le 6 janvier 1941 à Chamonix et morte le 19 novembre 1996 au Chesnay (Yvelines), est une patineuse artistique française, fille du hockeyeur Albert Hassler.

## Biographie

### Carrière sportive
Nicole Hassler fut une championne de patinage artistique des années 1960. Elle monte neuf fois sur le podium national de 1958 à 1966 dont six fois sur la plus haute marche. Championne de France en 1960 puis de 1962 à 1966, elle domine le patinage féminin français pendant toutes ces années.
Sur le plan international, Nicole Hassler ne remporta jamais l'or, mais obtint tout de même cinq médailles : l'argent aux championnats d'Europe de Budapest en 1963 ; trois fois le bronze aux championnats d'Europe de Grenoble en 1964, de Moscou en 1965 et de Bratislava en 1966 ; enfin elle obtint également une médaille mondiale aux championnats de Cortina d'Ampezzo en 1963. Le grand point fort de Nicole Hassler était la qualité et la vitesse de ses pirouettes, mais elle avait un point faible qui était son manque de détente pour les sauts. Ce point faible lui valait de moins passer de doubles sauts que ses rivales de l'époque : la Néerlandaise Sjoukje Dijkstra et l'Autrichienne Regine Heitzer.
Nicole Hassler participa également à deux olympiades : les jeux olympiques d'hiver de 1960 à Squaw Valley où elle prit la onzième place, et les jeux olympiques d'hiver de 1964 à Innsbrück où elle termina au pied du podium à la quatrième place.
Nicole Hassler est toujours restée fidèle à sa famille et a toujours gardé son père comme entraîneur. Elle a souvent eu l'impression que la FFSG la négligeait car tous les patineurs de talent étaient à cette époque orientés vers la patinoire fédérale de Boulogne dirigée par Jacqueline Vaudecrane. Son père Albert la suivait dans tous ses déplacements sauf en Amérique comme en 1960 lors des Jeux de Squaw Valley.

### Reconversion
Nicole Hassler décide d'arrêter le patinage amateur en 1967 pour se consacrer à sa famille plutôt que de patiner professionnellement. Elle crée  un club de patinage au début des années 1990, à Plaisir dans les Yvelines. En 1996, Nicole meurt à l'âge de 55 ans.

## Palmarès
| Compétition | 1958    | 1959    | 1960    | 1961    | 1962    | 1963    | 1964    | 1965    | 1966    |  |  |  |  |  |
| Jeux olympiques d'hiver                                                                                              |         |         | 11e     |         |         |         | 4e      |         |         |  |  |  |  |  |
| Championnats du monde                                                                                                |         |         |         | CA      | 6e      | 3e      | 4e      | F       | 5e      |  |  |  |  |  |
| Championnats d’Europe                                                                                                |         |         |         | 8e      | 6e      | 2e      | 3e      | 3e      | 3e      |  |  |  |  |  |
| Championnats de France                                                                                               | 3e      | 2e      | 1re     | 2e      | 1re     | 1re     | 1re     | 1re     | 1re     |  |  |  |  |  |
| |         |         |         |         |         |         |         |         |         |  |  |  |  |  |
| Autre Compétition | 1957/58 | 1958/59 | 1959/60 | 1960/61 | 1961/62 | 1962/63 | 1963/64 | 1964/65 | 1965/66 |  |  |  |  |  |
| Trophée Richmond | 6e      | 8e      | 3e      | 1re     | 1re     | 1re     |         |         |         |  |  |  |  |  |
| Légende : F = Forfait ; CA = Championnats du monde 1961 annulés à cause de la catastrophe aérienne du vol 548 Sabena |         |         |         |         |         |         |         |         |         |  |  |  |  |  |

## Sources
- Le livre d'or du patinage d'Alain Billouin, édition Solar, 1999

- Ressources relatives au sport :   - CIO
  - Olympedia
- (en) Profil olympique de Nicole Hassler sur sports-reference.com (archivé)